# Letlhakeng
Letlhakeng is een dorp in het district Kweneng in Botswana. De plaats telt 7229 inwoners (2011).